# Utetheisa aphanis
Utetheisa aphanis är en fjärilsart som beskrevs av Jordan 1939. Utetheisa aphanis ingår i släktet Utetheisa och familjen björnspinnare. Inga underarter finns listade i Catalogue of Life.